# Industriearchäologie
Industriearchäologie ist im engeren Sinne die Erforschung der materiellen Überreste des Industriezeitalters.

## Fach, Lehre
Industriearchäologie steht in engem Kontext mit Begriffen wie „Industriekultur“, „Industrielle Denkmäler“, „Kulturlandschaftsforschung“ und „Wüstungsforschung“ und kann daher auch umfassender als Methode zur Erforschung und Katalogisierung der Kulturlandschaft verstanden werden. Es handelt sich hierbei um eine ganzheitliche Auseinandersetzung mit der Kulturgeschichte des industriellen Zeitalters, im Speziellen mit der Entwicklung des geografischen Raumes in der industriellen Kulturlandschaft. In Deutschland hat sich dieser, in England erstmals verwendete, Begriff der Industriearchäologie nie so richtig durchsetzen können. In Deutschland wird häufig der Begriff „Industriekultur“ verwendet.
Wie viele der geographischen Themen stellt sich die Industriearchäologie ebenso interdisziplinär dar. In den 1950er-Jahren wurde begonnen, die Strukturen ehemaliger Industrieanlagen zu dokumentieren. Die typisch archäologische Arbeitsweise der Ausgrabung kommt dabei nur begrenzt zum Einsatz, da viele der Denkmäler noch über dem Boden erhalten sind. Im Vordergrund steht eine Dokumentation, die der Bauaufnahme entspricht, wie sie in der Archäologie des Mittelalters und der Neuzeit praktiziert wird. Aus Sicht der Archäologie ist die Industriearchäologie nur ein Teilgebiet der „Archäologie der Neuzeit“, die auch Themen des nicht-technischen Bereiches abdeckt (Kulturlandschaft, Mentalitätsgeschichte, Monumente der jüngeren Geschichte [z. B. Kriegsgefangenenlager, KZ, innerdeutsche Grenze]). Auswertungen zu Grundproduktion und Handwerk prähistorischer Zeit wurden forschungsgeschichtlich jedoch ebenfalls als Teil der Industriearchäologie verstanden und spielten bei ihrer Entwicklung eine wesentliche Rolle (Richard Pittioni).
Als einzige deutsche Universität bietet die Technische Universität Bergakademie Freiberg Industriearchäologie als Bachelorstudiengang an.
Die in Deutschland wohl bekannteste Maßnahme der Öffentlichkeitsarbeit für das Thema ist die „Route der Industriekultur“ im Ruhrgebiet. Hierbei handelt es sich vorwiegend um eine Tourismusinitiative des Landes Nordrhein-Westfalen, in der 46 Standorte der ehemaligen Industrielandschaft in verschiedenen Routen anzusteuern sind. Die Ruhrgebietsroute war beispielgebend für die Europäische Route der Industriekultur (ERIH).
Die Nachnutzung ehemaliger Industriekomplexe ist vielschichtig. Beispiele hierfür sind:
- Museen (z. B. Westfälisches Industriemuseum in der ehemaligen Zeche Zollern, Deutsches Museum, Technikmuseum, Deutsches Bergbaumuseum)
- Lokalitäten für kulturelle Veranstaltungen (Konzerte, Ausstellungen etc.)
- Erlebnisorientierte Lokalitäten (z. B. Landschaftspark Duisburg-Nord)

## Nicht-akademische Teilbereiche
Aus der weiten Streuung des Themenbereiches haben sich Unterkategorien ausgebildet. Sie haben umgangssprachlich Bedeutung, das heißt die professionelle Wissenschaft wird Tätigkeit in einem solchen thematischen Segment weiterhin als Industriearchäologie bezeichnen, während die Bearbeitung des Themas im Rahmen der Freizeitbeschäftigung (Hobby-Archäologie) mit dem Begriff der Unterkategorie angesprochen wird.
So wird beispielsweise die Suche nach Resten stillgelegter Eisenbahnstrecken von Eisenbahnfreunden auch Eisenbahnarchäologie genannt, während Straßenbahnenthusiasten bei der Suche nach stillgelegten Straßenbahnabschnitten von Gleisarchäologie sprechen, auch wenn sich die Tätigkeit (Wiederauffindung von Gleistrassen) ähnelt.